# Clinique Saint-Joseph (Liège)
La clinique Saint-Joseph est un ancien hôpital situé au centre-ville de Liège. Elle a fermé ses portes en mars 2020. Son activité, ainsi que celles de la clinique de l’Espérance à Montegnée et de la clinique Saint-Vincent à Rocourt ont été transférées dans un nouvel hôpital construit sur les hauteurs de Liège : la Clinique CHC MontLégia.  
Sa création est étroitement liée aux charbonnages des alentours puisque le sanatorium Saint-Joseph était à l’origine un dispensaire pour les mineurs blessés, comme l'a été la clinique de l'Espérance et la clinique Sainte-Rosalie. 
Jusqu'à sa fermeture, la clinique Saint-Joseph faisait partie du Groupe santé CHC et était le pôle de référence pour les services adultes lourds : oncologie, radiothérapie, coronarographie cardiaque, chirurgie abdominale lourde, neurochirurgie, orthopédie, radiologie et neuroradiologie interventionnelles, PET-scan, IRM, unité vasculaire... En tant qu'hôpital général de proximité, elle offrait à côté des services lourds l'ensemble des services habituels d'un hôpital : urgences, soins intensifs, chirurgie, médecine, gériatrie, consultations et services médicotechniques (anatomopathologie, médecine nucléaire, laboratoire, imagerie).
A son déménagement, la clinique comptait 335 lits et occupait un millier de personnes (membres du personnel et indépendants).

## Historique
A la fin du 19e siècle, la région liégeoise est en plein essor industriel et minier. Les sœurs de Saint-Charles Borromée organisent les soins et la charité pour une population démunie à l'Institut ophtalmique, un dispensaire alors situé rue Sainte-Marguerite à Liège.
1907 : à l'instigation de la direction du charbonnage de Bonne-fin, le sanatorium Saint-Joseph (rue Sainte-Marguerite, non loin de l'Institut ophtalmique) est créé par les religieuses de Saint-Charles Borromée. Il compte 30 lits.
1913 : le bâtiment est agrandi, ce qui permet de doubler sa capacité en lits. La première guerre mondiale la fait passer à 80 lits.
1927 : un service de radiologie ouvre.
1947 : un nouveau bâtiment est construit rue de Hesbaye. La capacité de la clinique passe à 120 lits.
1959-1962 : elle s’agrandit à nouveau pour passer à 211 lits. L’entrée principale ne se trouve plus rue Sainte-Marguerite mais rue de Hesbaye.
1964 : l'institut ophtalmique est englobé dans les bâtiments de la clinique et un service de neurochirurgie ouvre (un des premiers de ce type en province de Liège).
1974-1976 : un nouveau bâtiment est érigé au coin de la rue Sainte-Marguerite et de la rue Wacheray.
1987 : "Jean-Luc Dehaene, alors ministre de tutelle, oblige les hôpitaux de moins de 150 lits à fusionner ou à fermer",. La clinique Saint-Joseph fusionne avec la clinique Sainte-Elisabeth située Montagne Sainte-Walburge (70 lits),.
1991 : la clinique Saint-Joseph fusionne avec la clinique de l'Espérance pour donner naissance au Centre hospitalier Saint-Joseph – Espérance. La même année, le service de chirurgie abdominale s’inscrit comme pionnier de la chirurgie laparoscopique. C’est à Saint-Joseph qu’on a réalisé trois premières mondiales par laparoscopie : un reflux gastro-œsophagien en février 1991, une ablation totale de l’œsophage en juillet et une ablation totale du côlon en août de la même année,.
1993 : l'activité et les lits de Sainte-Elisabeth (Liège) sont rapatriés sur le site de Saint-Joseph. La capacité de la clinique passe à 319 lits. La même année, le Centre hospitalier Saint-Joseph – Espérance fusionne avec la clinique Notre-Dame Waremme pour devenir le Centre hospitalier Saint-Joseph – Espérance – Notre-Dame.
1996 : c'est au tour de la clinique Notre-Dame Hermalle de les rejoindre. Ils forment l’entité « Les Cliniques Saint-Joseph »,. La maternité de L'Espérance est transférée à la clinique Saint-Joseph.
2001 : création du Centre Hospitalier Chrétien (CHC) regroupant 6 cliniques : clinique Saint-Joseph, de l’Espérance, Saint-Vincent, Notre-Dame (Waremme), Notre-Dame (Hermalle-sous-Argenteau) et Saint-Elisabeth (Heusy).
2003 : l’idée de regrouper les trois sites liégeois pour garantir la pérennité du CHC émerge.
2006 : la décision est prise, les trois sites liégeois du CHC seront rassemblés dans un nouvel hôpital sur un nouveau terrain.
2007 : Saint-Joseph fête son centenaire.
2008 : ouverture de l’Espace+, un espace destiné au bien-être et à la relaxation des patients d’oncologie, situé près de la clinique Saint-Joseph,. 
13 novembre 2011 : lors de la fusillade de la place Saint-Lambert, un chauffeur de bus a amené directement des dizaines de blessés à la clinique Saint-Joseph.
2015 : la maternité de Saint-Joseph est transférée vers la clinique Saint-Vincent. C'est aussi le début de la construction de la Clinique CHC MontLégia.
Janvier 2019 : les dernières sœurs de Saint-Charles Borromée quittent la clinique Saint-Joseph et le couvent La Légia pour rejoindre la Résidence Saint-Charles à Landenne-sur-Meuse.
20 mars 2020 : les patients de la clinique Saint-Joseph sont transférés vers la Clinique CHC MontLégia dans un contexte particulier, celui de la pandémie de Covid-19.